# Wladimir Anatoljewitsch Jakowlew

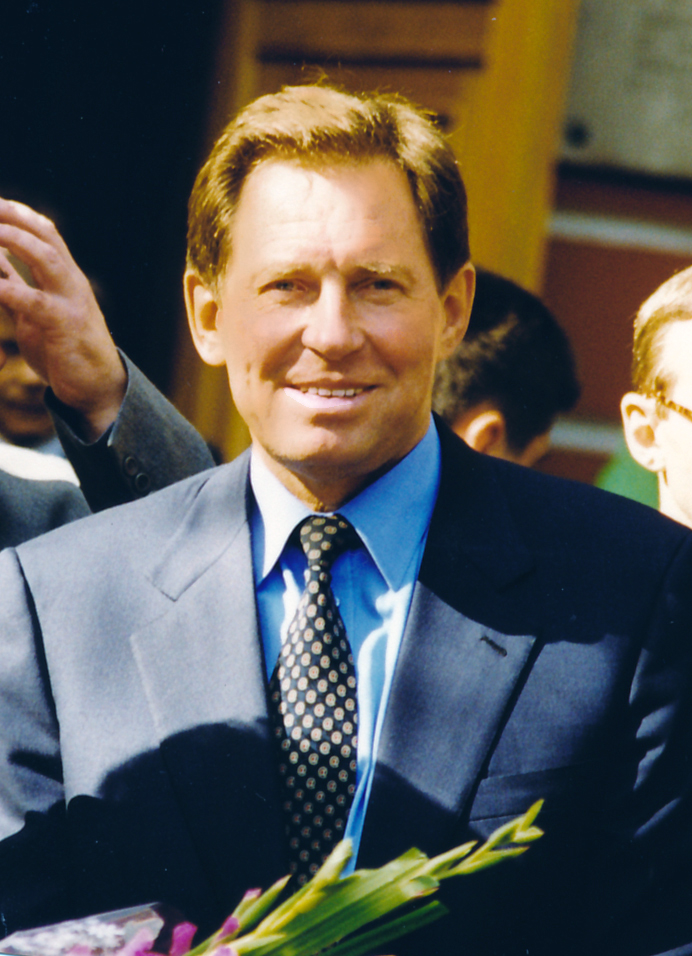
Wladimir Jakowlew, 1999

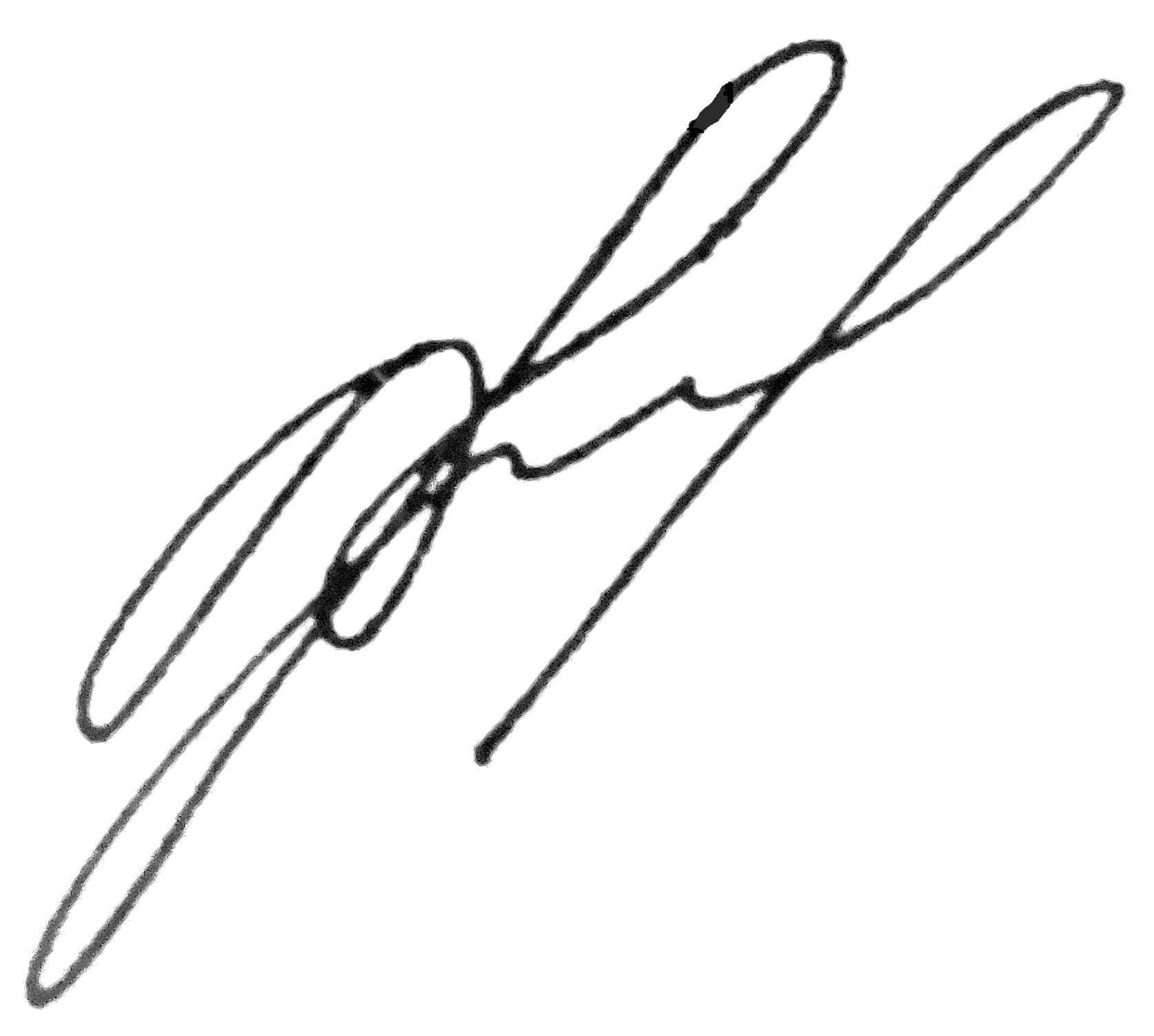
Autogramm

Wladimir Anatoljewitsch Jakowlew (russisch Владимир Анатольевич Яковлев; * 25. November 1944 in Oljokminsk, Jakutische ASSR) ist ein russischer Politiker. Von 2003 bis 2004 war er Vize-Ministerpräsident und von 2004 bis 2007 Minister für regionale Entwicklung.

## Leben
Jakowlew studierte Bauwesen und war danach lange Zeit als Ingenieur für Stadtsanierungen zuständig. Er arbeitete in der Sankt Petersburger Verwaltung zusammen mit Wladimir Putin unter dem damaligen Gouverneur Anatoli Sobtschak.
Bei der Gouverneurswahl 1996 trat er gegen seinen Ziehvater Sobtschak an – Sobtschaks Umgebung und Putin empfanden dies als Verrat. Jakowlew gewann die Wahl. In seiner Funktion als Gouverneur gehörte er vom 26. Juni 1996 bis Dezember 2001 dem Föderationsrat an. Bei der Parlamentswahl in Russland 1999 gewann Jakowlew ein Mandat, das er nicht annahm. Bei der Gouverneurswahl 2000 wurde er wiedergewählt. 2003 löste ihn Walentina Matwijenko in diesem Amt ab.
Von 2000 bis 2001 war Jakowlew Mitglied des Präsidiums des russischen Staatsrates. Vom 16. Juni 2003 bis 2004 war er stellvertretender Ministerpräsident mit den Zuständigkeiten Wohnungswesen, kommunale Dienstleistungen und Infrastruktur im Kabinett Kassjanow. Im Zeitraum vom März bis September 2004 bekleidete er den Posten des bevollmächtigten Vertreters des russischen Präsidenten im Südlichen Föderationskreis. Vom 13. September 2004 bis 2007 war er Minister für regionale Entwicklung. Von 2004 bis 2007 war er Mitglied des Sicherheitsrats der Russischen Föderation.